# Partikelstråling
Partikelstråling betegnes inden for fysikkens verden som en kontinuert emission af partikler. Disse partiklers bevægelse foregår som regel i bølger, og deres bevægelser kan derfor beskrives med bølgeligningen.
De fleste naturligt forekommende atomkerner er bestående af cirka det samme antal protoner og neutroner, men hvis en kerne består af et stort antal neutroner i forhold til protoner, så har den et overskud af energi. Overskuddet af energi gør kernen ustabil, idet kernekræfterne (de stærke kræfter, der holder atomets kerne sammen, men hvis tiltrækning kun virker over forholdsvis korte afstande) ikke kan holde en så stor mængde nukleoner sammen. Kernen må derfor skille sig af med den overskydende energi, hvilket sker ved en proces, hvor en partikel udsendes til omgivelserne. Processen kaldes et radioaktivt henfald, og de to mest almindelige henfald er alfa- og beta-henfald.